# Saison 2 de Franklin and Bash
Chronologie
Saison 1 Saison 3
Cet article présente les épisodes de la deuxième saison de la série télévisée américaine Franklin and Bash.

## Généralités
- Le 26 juillet 2011, la série a été officiellement renouvelée pour une deuxième saison par le réseau TNT[1].
- Au Canada, la saison est diffusée sur Bravo!.
- En France, cette saison a été diffusée entre le 26 mai 2013 et le 16 juin 2013 sur TF6.
- En Belgique, cette saison a été diffusée entre le 9 mars 2013 et le 7 avril 2013 sur La Deux.
- Au Québec, elle a été diffusée entre le 13 juin 2013 et le 26 juin 2013 sur Séries+.

## Distribution

### Acteurs principaux
- Breckin Meyer (VFB : Alexandre Crépet) : Elmo « Jared » Franklin
- Mark-Paul Gosselaar (VFB : Maxime Donnay) : Peter Bash
- Malcolm McDowell (VFB : Philippe Résimont) : Stanton Infeld
- Reed Diamond (VFB : Tony Beck) : Damien Karp
- Garcelle Beauvais : Hanna Linden
- Dana Davis : Carmen Phillips
- Kumail Nanjiani (VFB : Romain Barbieux) : Pindar « Pindy » Singh

### Acteurs récurrents
- Kat Foster (en) : Wendy Cowell[2] (épisodes 1 et 2)
- Tom Everett : Juge Warren Mosley (épisodes 1 et 7)
- Ernie Hudson : Juge Lawrence Perry (épisodes 1 et 9)
- Kevin Nealon : Lawrence Reynolds[3] (épisode 1)
- Martin Mull : Judge Gavin Flannigan[3] (épisode 1)
- Claire Coffee (VFB : Nathalie Hugo) : Janie Ross (épisodes 2 et 5)
- Sean Astin : Steven Piper[4] (épisode 2)
- Jane Seymour : Colleen Bash[5] (épisode 2)
- Cybill Shepherd : Evanthia Steele[6] (épisode 3)
- Eric Mabius : Ted Rossi[6] (épisode 3)
- Rick Fox : Andre Carson[6] (épisode 3)
- Peter Weller : Bert Mazzani[5] (épisode 4)
- Beau Bridges : Leonard Franklin[5] (épisodes 4 et 10)
- Gates McFadden : Juge Mallory Jacobs (épisodes 4 et 10)
- Geoffrey Blake : Gerry Nelson (épisode 4)
- Robert Wuhl : Juge Maxwell Nulis (épisode 8)
- Shiri Appleby : Emily Adams[7] (épisodes 9 et 10)
- Chris Klein : Tommy Dale[8] (épisode 10)
- Paul Schulze : Eli Palmer[8] (épisode 10)

## Épisodes

### Épisode 1:David contre Goliath
- États-Unis : 5 juin 2012 sur TNT
- Belgique : 9 mars 2013 sur La Deux[9]
- France :
  - 26 mai 2013 sur TF6[10]
  - 13 mars 2015 sur Chérie 25[11]
- Québec : 13 juin 2013 sur Séries+

- États-Unis : 3,07 millions de téléspectateurs[12] (première diffusion)

### Épisode 2:La Vipère noire
- États-Unis : 12 juin 2012 sur TNT
- Belgique : 9 mars 2013 sur La Deux
- France :
  - 26 mai 2013 sur TF6
  - 13 mars 2015 sur Chérie 25
- Québec : 14 juin 2013 sur Séries+

- États-Unis : 2,89 millions de téléspectateurs[13] (première diffusion)

### Épisode 3:Jango et Ross
- États-Unis : 19 juin 2012 sur TNT
- Belgique : 16 mars 2013 sur La Deux
- France :
  - 26 mai 2013 sur TF6
  - 13 mars 2015 sur Chérie 25
- Québec : 17 juin 2013 sur Séries+

- États-Unis : 2,95 millions de téléspectateurs[14] (première diffusion)

### Épisode 4:Pour l'amour du rock
- États-Unis : 26 juin 2012 sur TNT
- Belgique : 16 mars 2013 sur La Deux
- France :
  - 2 juin 2013 sur TF6
  - 13 mars 2015 sur Chérie 25
- Québec : 18 juin 2013 sur Séries+

- États-Unis : 3,57 millions de téléspectateurs[15] (première diffusion)

### Épisode 5:L'Affaire de cœur
- États-Unis : 3 juillet 2012 sur TNT
- Belgique : 23 mars 2013 sur La Deux
- France :
  - 2 juin 2013 sur TF6
  - 13 mars 2015 sur Chérie 25
- Québec : 19 juin 2013 sur Séries+

- États-Unis : 3,20 millions de téléspectateurs[16] (première diffusion)

### Épisode 6:La Belle et la Brute
- États-Unis : 10 juillet 2012 sur TNT
- Belgique : 23 mars 2013 sur La Deux
- France :
  - 9 juin 2013 sur TF6
  - 20 mars 2015 sur Chérie 25
- Québec : 20 juin 2013 sur Séries+

- États-Unis : 2,72 millions de téléspectateurs[17] (première diffusion)

### Épisode 7:Franklin et Bash contre la Navy
- États-Unis : 17 juillet 2012 sur TNT
- Belgique : 30 mars 2013 sur La Deux
- France :
  - 9 juin 2013 sur TF6
  - 20 mars 2015 sur Chérie 25
- Québec : 21 juin 2013 sur Séries+

- États-Unis : 2,88 millions de téléspectateurs[18] (première diffusion)

### Épisode 8:Dernière Danse
- États-Unis : 24 juillet 2012 sur TNT
- Belgique : 30 mars 2013 sur La Deux
- France :
  - 16 juin 2013 sur TF6
  - 20 mars 2015 sur Chérie 25
- Québec : 24 juin 2013 sur Séries+

- États-Unis : 2,54 millions de téléspectateurs[19] (première diffusion)

### Épisode 9:L'Inquisiteur
- États-Unis : 31 juillet 2012 sur TNT
- Belgique : 7 avril 2013 sur La Deux
- France :
  - 16 juin 2013 sur TF6
  - 20 mars 2015 sur Chérie 25
- Québec : 25 juin 2013 sur Séries+

- États-Unis : 2,16 millions de téléspectateurs[20] (première diffusion)

### Épisode 10:Révélations
- États-Unis : 14 août 2012 sur TNT
- Belgique : 7 avril 2013 sur La Deux
- France :
  - 16 juin 2013 sur TF6
  - 20 mars 2015 sur Chérie 25
- Québec : 26 juin 2013 sur Séries+

- États-Unis : 2,82 millions de téléspectateurs[21] (première diffusion)

## Audiences
| N° d'épisode | Titre original          | Titre français                  | Chaîne | Date de diffusion originale | États-Unis (en millions de téléspectateurs) |
| ------------ | ----------------------- | ------------------------------- | ------ | --------------------------- | ------------------------------------------- |
| 1            | Strange Brew            | David contre Goliath            | TNT    | 5 juin 2012                 | 3,07                                        |
| 2            | Viper                   | La Vipère noire                 | TNT    | 12 juin 2012                | 2,89                                        |
| 3            | Jango and Rossi         | Jango et Rossi                  | TNT    | 19 juin 2012                | 2,95                                        |
| 4            | For Those About to Rock | Pour l'amour du rock            | TNT    | 26 juin 2012                | 3,57                                        |
| 5            | L'Affaire de cœur       | L'Affaire de cœur               | TNT    | 3 juillet 2012              | 3,20                                        |
| 6            | Voir Dire               | La Belle et la Brute            | TNT    | 10 juillet 2012             | 2,72                                        |
| 7            | Summer Girls            | Franklin et Bash contre la Navy | TNT    | 17 juillet 2012             | 2,8                                         |
| 8            | Last Dance              | Dernière Danse                  | TNT    | 24 juillet 2012             | 2,54                                        |
| 9            | Waiting on a Friend     | L'Inquisiteur                   | TNT    | 31 juillet 2012             | 2,16                                        |
| 10           | 650 to SLC              | Révélations                     | TNT    | 14 août 2012                | 2,82                                        |